# L'Étrange Mr. Slade
Pour les articles homonymes, voir Slade (homonymie).
Pour plus de détails, voir Fiche technique et Distribution.
L'Étrange Mr. Slade (titre original : Man in the Attic) est un film américain réalisé par Hugo Fregonese et sorti en 1953.

## Synopsis
Le scénario reprend fidèlement l'histoire de Jack l'Éventreur, d'après le roman de Marie Belloc Lowndes. Celui-ci avait déjà été adapté par Alfred Hitchcock (Les Cheveux d'or en 1926), puis par John Brahm (Jack l'Éventreur). Leurs titres originaux étaient identiques  : The Lodger (Le Locataire).

## Fiche technique
- Titre du film : L'Étrange Mr. Slade ou L'Étrange monsieur Slade ou La Terreur de Londres ou Le Tueur de Londres
- Titre original : Man in the Attic
- Réalisation : Hugo Fregonese
- Scénario : Robert Presnell Jr., Barre Lyndon d'après le roman de Mary Belloc Lowndes
- Photographie : Leo Tover - Noir et blanc
- Musique : Lionel Newman
- Production : Robert L. Jacks pour Twentieth Century Fox
- Durée : 81 minutes
- Pays de production :  États-Unis
- Sortie : 1953
- Genre : film dramatique/thriller

## Distribution
- Jack Palance : Slade
- Constance Smith : Lily Bonner
- Byron Palmer : Paul Warwick
- Frances Bavier : Helen Harley
- Rhys Williams : William Harley
- Sean McClory : premier policier
- Leslie Bradley : second policier
- Tita Philips : Daisy

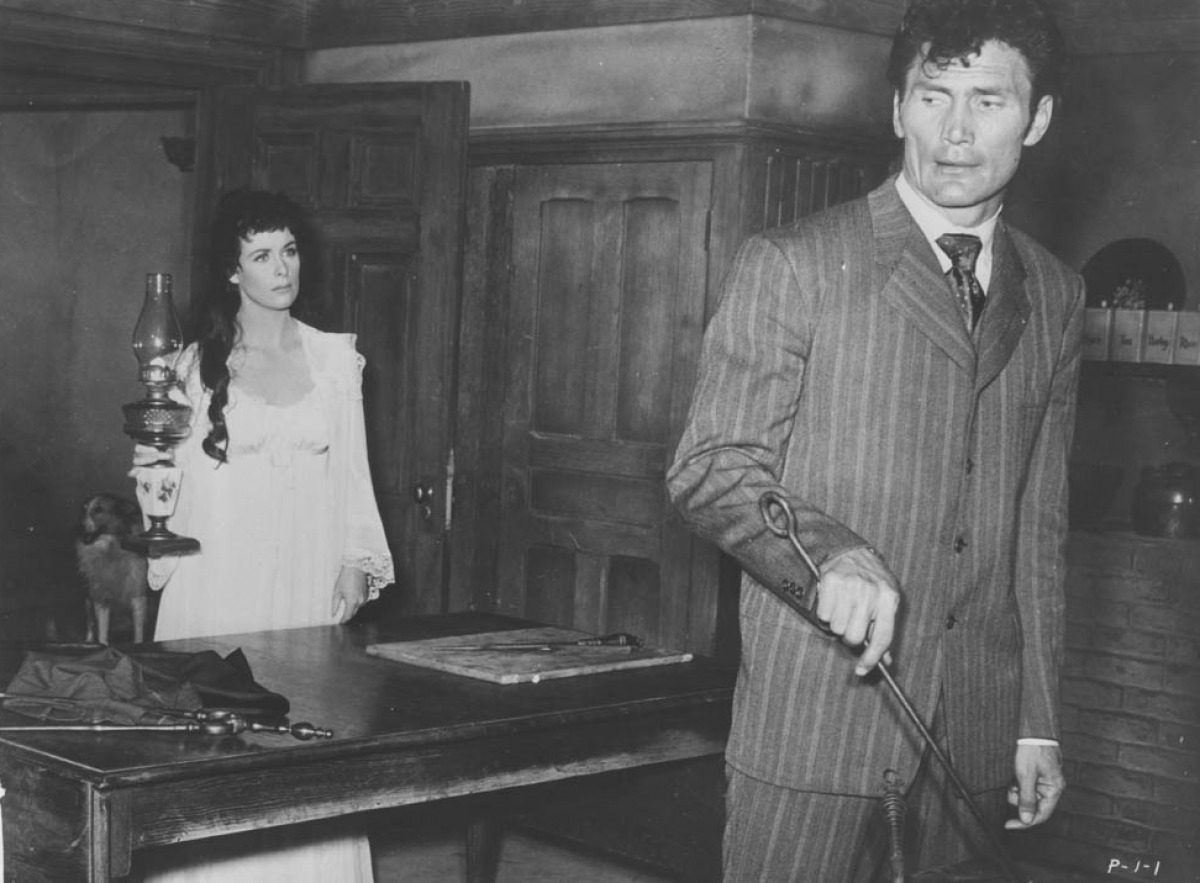
Constance Smith et Jack Palance.

- Lester Matthews : inspecteur Melville
- Lisa Daniels : Mary Lenihan

## Commentaire
- Avec un budget beaucoup plus limité, le réalisateur argentin Hugo Fregonese n'a pas pu recréer l'atmosphère londonienne avec autant de soin que John Brahm dans son film The Lodger (1944). Mais, en revanche, Fregonese utilise à merveille la personnalité physique de Jack Palance, « grand fauve oppressé qu'obsèdent son amour et sa haine pour sa mère. » (Jacques Lourcelles).
- Ici, intervient la principale modification au film de John Brahm : en assassinant de nombreuses femmes, c'est de sa propre génitrice que se venge Slade/Jack l'Éventreur et non de la maîtresse de son frère. Lily Bonner (Constance Smith), lui faisant oublier sa mère, le rend, du coup, incapable d'ajouter une nouvelle victime à son sinistre passif. « On peut résumer ainsi l'apport de Fregonese au thème : ce que la figure mythique de l'assassin a perdu en opacité et en mystère se trouve ici brillamment récupéré au plan de la psychologie, de l'humanisation et de l'individualisation du personnage. »[1]